# Гуронский язык

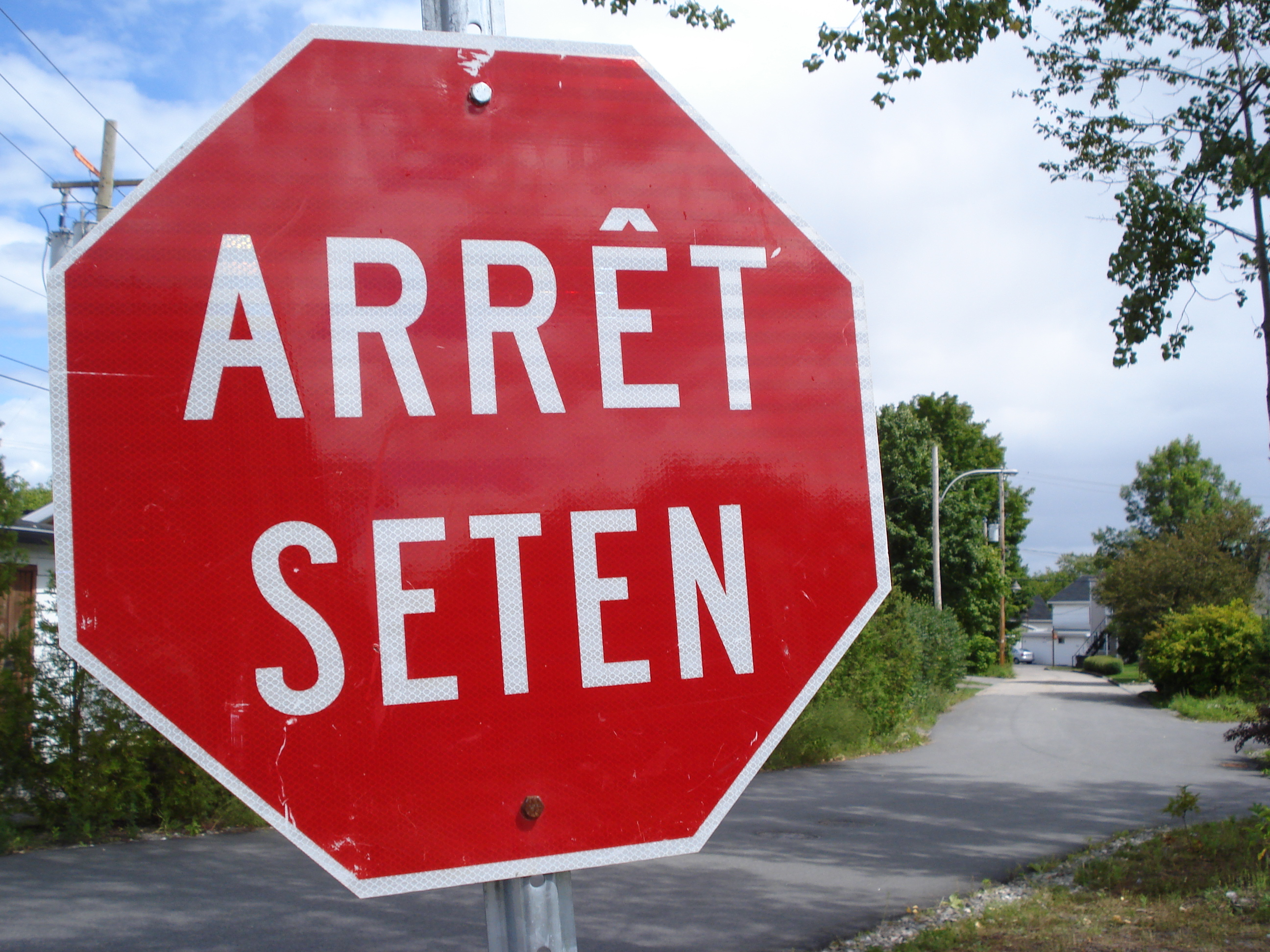
Дорожный знак STOP на французском и гуронском языках

Гуронский язык, или вайандот (англ. Wyandot, также Wendat, Wyandotte, Wyendat) — один из ирокезских языков, распространённый ранее среди племени гуронов (известны также как вайандоты или вендат). Последние носители проживали в штате Оклахома и в Квебеке — в 1961 г. ещё оставались в живых 2 пожилых носителя. В настоящее время на языке никто не говорит, но его изучают и пропагандируют в качестве второго языка. Антрополог Джон Стекли, по информации на 2007 г., является единственным современником, свободно говорящим на гуронском языке, который он выучил по материалам, написанным миссионерами..
Язык записывался латинским алфавитом с добавлением двух букв: θ для придыхательного /tʰ/ и Ȣ для звука /u/.
Слова рождественского гимна en:Huron Carol, написанного в 1643 г. миссионером Ж. де Бребёфом, изначально были написаны на гуронском языке.
Примеры гуронского языка:
- Seten — «стой», используется на дорожных знаках в ряде гуронских резерваций Квебека параллельно с французским текстом arrêt.
- Skat — один
- Tendi — два
- Achienk — три
- Ndak — четыре
- Wich — пять
- Wahia — шесть
- Tsoutare — семь
- Aʿtere — восемь
- Entron — девять
- Ahsen — десять
- Awen — вода
- Kwe! — привет!
- Aingahon или Onnonhou — человек
- Utehke или Ontehtian — женщина
- Agnienon или Yunyeno — собака
- Saundustee — вода
- Che’estaheh — черный